# Villu Reiljan
Villu Reiljan (ur. 23 maja 1953 w Võru) – estoński leśnik i polityk, deputowany, były przewodniczący Estońskiego Związku Ludowego i były minister środowiska.

## Życiorys
W 1970 ukończył szkołę średnią w Võru, w 1975 został inżynierem leśnictwa na Estońskim Uniwersytecie Agrokulturalnym. Pracował krótko w instytucie badawczym, następnie jako wicedyrektor technikum leśnego w Palamuse. Był starszym inżynierem, a w latach 1985–1991 dyrektorem Szkoły Technicznej w Kaarepere. Później do 1995 kierował wyższą szkołą leśnictwa w Luua.
W 1993 został radnym gminy Palamuse, w 1995 po raz pierwszy uzyskał mandat deputowanego do Riigikogu. Od tego czasu skutecznie ubiegał się o reelekcję w kolejnych wyborach krajowych w 1999, 2003 i 2007. W latach 1995–1999 i ponownie od 2003 do 2006 sprawował urząd ministra środowiska w kilku rządach. Od 2000 do 2007 pełnił funkcję przewodniczącego Estońskiego Związku Ludowego. Zrezygnował po słabych wynikach tego ugrupowania w wyborach parlamentarnych. Pozostał jednocześnie deputowanym do Zgromadzenia Państwowego XI kadencji (do 2010). W 2010 został ostatecznie skazany za przestępstwo korupcyjne na karę pozbawienia wolności z warunkowym zawieszeniem jej wykonania.
Brat Janna Reiljana.

## Odznaczenia
- Order Herbu Państwowego IV klasy (2002, odebrano w 2010)[3]
- Krzyż Wielki Orderu Infanta Henryka (Portugalia, 2006)[4]